# Hugo Tavernier
Pour les articles homonymes, voir Tavernier.
Hugo Tavernier (né le 1er décembre 1999 à Annecy) est un athlète français spécialiste du lancer du marteau. 

## Carrière
Hugo Tavernier remporte le titre du lancer du marteau aux Championnats de France d'athlétisme 2021 à Angers, en même temps que sa sœur Alexandra Tavernier.